# Wiltshirella fusiformis
Wiltshirella fusiformis är en insektsart som beskrevs av Popov, G.B. 1951. Wiltshirella fusiformis ingår i släktet Wiltshirella och familjen gräshoppor. Inga underarter finns listade i Catalogue of Life.